# Petersburg (Alaska)
Petersburg è un comune degli Stati Uniti d'America, capoluogo del omonimo borough, nello Stato dell'Alaska.